# Comunidad de aprendizaje de idiomas
Una comunidad de aprendizaje de idiomas es un entorno en el que los estudiantes trabajan juntos para desarrollar aspectos del lenguaje que les gustaría mejorar. Generalmente, estos estudiantes son hablantes nativos de algún idioma que interesa a otros miembros de la comunidad, pudiendo actuar así de estudiante y profesor al mismo tiempo. 

## Orígenes
Parece ser que el concepto original fue desarrollado por Charles A. Curran, profesor de psicología en Loyola University. Su teoría viene a decir que el profesor desempeña mejor su función cuanto mejor conoce las necesidades de su alumno. Para ello es útil el intercambio de papeles entre profesor y alumno.

## Comunidades en línea
La forma más clara de representación práctica de este método aparece con el concepto Web 2.0 a través de internet y sus redes sociales. Actualmente se está produciendo una explosión de este tipo de comunidades de aprendizaje por internet que permiten la adquisición y mejora de conocimientos lingüísticos de una forma más natural y práctica comparado con otros métodos tradicionales de aprendizaje de idiomas
Las herramientas más típicas que ofrecen estas comunidades en línea son la búsqueda de personas nativas en el lenguaje que nos interese y la posibilidad de interactuar con ellos mediante mensajería, chat o corrección mutua de ejercicios. Muchos de estos sitios también ofrecen unidades didácticas similares a los programas de ordenador existentes para el aprendizaje de idiomas, con la ventaja de ser una plataforma web que permite evaluar el progreso desde cualquier ordenador y de contar con una comunidad de nativos que afianzan el aprendizaje.